# Добро пожаловать в клуб (Симпсоны)
Добро пожаловать в клуб (англ. Welcome to the Club) — американский анимационный короткометражный фильм, основанный на мультсериале «Симпсоны», снятый студиями Gracie Films и 20th Television Animation, дебютировавший 8 сентября 2022 года на потоковом сервисе Disney+ и получивший смешанные отзывы от критиков. Как и предыдущие короткометражки, режиссёром выступил Дэвид Силверман.

## Сюжет
Лиза и Барт приближаются к замку, и Лиза рада стать официально признанной диснеевской принцессой. Но оказалось, что Барт был замаскированным Локи, чтобы обмануть Лизу и вместо этого объединить усилия с диснеевскими злодеями. Музыкальный номер исполняют многие классические диснеевские злодеи, такие как Урсула (из «Русалочки»), Стервелла Де Виль (из «101 далматинца»), Капитан Крюк (из «Питера Пэна»), Червонная Королева (из «Алисы в Стране чудес»), Малефисента (из «Спящей красавицы»), Злая королева (из «Белоснежки и семи гномов»), Джафар (из «Аладдина»), Аид (из «Геркулеса»), Шрам (из «Короля Льва») и Каа (из «Книги джунглей»), чтобы попытаться убедить Лизу стать диснеевской злодейкой. Затем Лиза указывает, что многие диснеевские злодеи в конечном итоге умирают, на что злодеи указывают, что это лучше, чем жить «долго и счастливо» с обычным диснеевским принцем, за музыкальным номером которого следуют несколько диснеевских принцев. Микки Маус прерывает номер, и короткометражка заканчивается тем, что принцы образуют вместе форму головы Микки.

## Роли озвучивали
- Нэнси Картрайт — Барт Симпсон (замаскированный Локи) и Микки Маус
- Ярдли Смит — Лиза Симпсон и Белоснежка
- Крис Эджерли — прекрасный принц и диснеевские принцы
- Донн Льюис — Каа и Урсула
- Тресс Макнилл — Стервелла Де Виль, Злая королева и Червонная Королева
- Кевин Майкл Ричардсон — Капитан Крюк и диснеевские принцы
- Том Хиддлстон — Локи[4]

## Показ
Мультфильм был выпущен 8 сентября 2022 года, в День Disney+. 1 сентября был показан первый рекламный плакат, изображающий Лизу Симпсон и Урсулу из «Русалочки», пародирующих последнюю сцену фильма Ридли Скотта «Тельма и Луиза». Ещё один плакат, также изображающий Лизу и Урсулу, был выпущен в День Disney+.

## Реакция
Джон Шварц из Bubbleblabber дал фильму 5 звёзд из 10, заявив: «Покойная Пэт Кэрролл крутится в своей могиле для этого. Да, у нас есть ещё одно камео Тома Хиддлстона, но на самом деле эту короткометражку можно пропустить. Песня, хотя и содержит некоторые смешные тексты, внезапно заканчивается и на самом деле не имеет никакой решимости в первоначальном части, которую продюсеры пытались сделать с Лизой. Как бы круто ни было снова увидеть „Симпсонов“ после нескольких месяцев отпуска, короткометражки начинают немного раздражать меня в их исполнении».